# Lee Soo-kyung (1996)
Lee Soo-kyung (이수경?, I SugyeongLR; Seul, 24 ottobre 1996) è un'attrice sudcoreana.
Si è iscritta alla scuola di recitazione per via del desiderio dei genitori di vederla apprendere cose diverse, ed è stata quindi scelta per interpretare la protagonista nel cortometraggio del 2012 Yeoreumbanghak. Il debutto è avvenuto nel 2015 con il film Chinatown e la serie televisiva Ho-gu-ui sarang. Nel 2017 è stata acclamata dalla critica per la sua interpretazione nel film romantico di formazione Yongsun e il crime legale Chimmuk, che le è valso il premio di Miglior attrice di supporto ai Baeksang Arts Award, diventando la più giovane a ricevere tale riconoscimento.

## Filmografia

### Cinema
- Yeoreumbanghak (여름방학?) – cortometraggio (2012)
- Seollemju-uibo (설렘주의보?) (2013)
- Banghwanghaneun kallal (방황하는 칼날?), regia di Lee Jeong-ho (2014)
- Chinatown (차이나타운?), regia di Han Jun-hee (2015)
- Goodbye Single (굿바이 싱글?, Gutba-i singgeulLR), regia di Kim Tae-gon (2016)
- Teukbyeol simin (특별시민?), regia di Park In-je (2017)
- Yongsun (용순?), regia di Shin Joon (2017)
- Chimmuk (침묵?), regia di Jung Ji-woo (2017)
- Sisikolkolhan i-yagi (시시콜콜한 이야기?) – cortometraggio (2017)
- Gimyohan gajok (기묘한 가족?), regia di Lee Min-jae (2019)
- Mister Zoo - Sarajin VIP (미스터 주: 사라진 VIP?), regia di Kim Tae-yoon (2020)
- Miracle (기적?), regia di Lee Jang-hoon (2021)
- Yaksha (	야차?), regia di Na Hyeon (2022)
- Deadman (데드맨?, DedeumaenLR), regia di Han Joon-won (2024)
- Jeongdonggil (정동길?) – cortometraggio (2024)

### Televisione
- Ho-gu-ui sarang (호구의 사랑?) – serie TV (2015)
- Argentareul chaj-aseo (알젠타를 찾아서?) – film TV, regia di Kim Jung-hyun (2015)
- Eungdaphara 1988 (응답하라 1988?) – serie TV (2015)
- Nacheongnyeom-ui-won napchisageon (나청렴의원 납치사건?) – miniserie TV (2016)
- Yeo-ugaksibyeol (여우각시별?) – serie TV (2018)
- Law School (로스쿨?) – serie TV (2021)
- Adamas (아다마스?) – serie TV (2022)
- Daedosi-ui sarangbeop (대도시의 사랑법?) – serie TV (2024)

## Riconoscimenti
- Baeksang Arts Award
  - 2018 – Miglior attrice di supporto cinematografica per Chimmuk[8]
  - 2018 – Candidatura a Miglior nuova attrice cinematografica per Yongsun[9]
  - 2022 – Miglior attrice di supporto cinematografica per Miracle[10]
- Blue Dragon Film Award
  - 2017 – Candidatura a Miglior nuova attrice per Yongsun
  - 2021 – Candidatura a Miglior attrice di supporto per Miracle[11]
- Buil Film Award
  - 2017 – Candidatura a Miglior nuova attrice per Yongsun
  - 2022 – Miglior attrice di supporto per Miracle[12]
- Chunsa Film Art Award
  - 2018 – Candidatura a Miglior nuova attrice per Yongsun[13]
  - 2022 – Candidatura a Miglior attrice di supporto per Miracle[14]
- Grand Bell Awards
  - 2018 – Candidatura a Miglior nuova attrice per Yongsun
- SBS Drama Award
  - 2018 – Candidatura a Miglior nuova attrice per Yeo-ulgaksibyeol[15]
- Women in Film Korea Award
  - 2017 – Miglior nuova attrice per Yongsun[16]